# ستاد مرکزی مبارزه با قاچاق کالا و ارز
ستاد مرکزی مبارزه با قاچاق کالا و ارز سازمان دولتی در ایران است،م که‌ در پی صدور فرمان سید علی خامنه‌ای در تیر ماه سال ۱۳۸۱ به منظور برنامه‌ریزی، هدایت، سیاست‌گذاری، هماهنگی و نظارت در حوزه امور اجرایی مبارزه با قاچاق کالا و ارز نیز فعالیت تأسیس شد. این نهاد دارای شخصیت حقوقی مستقل، همچنین استقلال مالی و اداری است و بر اساس آیین‌نامه‌های نهادهای وابسته به ریاست‌جمهوری اداره می‌شود. ریاست آن با عنوان نمایندهٔ ویژه رئیس‌جمهوری و رئیس ستاد مرکزی مبارزه با قاچاق کالا و ارز منصوب می‌شود. از آبان ۱۴۰۳ ریاست ستاد برعهده علیرضا رشیدیان می‌باشد.

## رؤسا و دبیران ستاد
| رج         | رئیس             | دبیر                | شروع          | پایان         | دوره                        |
| ---------- | ---------------- | ------------------- | ------------- | ------------- | --------------------------- |
| ۱          | محمدباقر قالیباف | فرهاد یعقوبی قزوینی | ۱۹ خرداد ۱۳۸۳ | مرداد ۱۳۸۴    | سید محمد خاتمی              |
| ۲          | محمدرضا نقدی     | -                   | ۱۱ آبان ۱۳۸۴  | ۲۶ خرداد ۱۳۸۶ | محمود احمدی‌نژاد             |
| ۳          | غلامحسین الهام   | -                   | ۱۱ تیر ۱۳۸۶   | ۲۵ آذر ۱۳۸۸   | محمود احمدی‌نژاد             |
| ۴          | سعید مرتضوی      | -                   | ۲۵ آذر ۱۳۸۸   | ۲۴ تیر ۱۳۹۱   | محمود احمدی‌نژاد             |
| ۵          | فداحسین مالکی    | -                   | ۲۴ تیر ۱۳۹۱   | ۹ مهر ۱۳۹۲    | محمود احمدی‌نژاد             |
| ۶          | حبیب‌الله حقیقی   | -                   | ۹ مهر ۱۳۹۲    | مهر ۱۳۹۶      | حسن روحانی                  |
| بدون متصدی | بدون متصدی       | -                   | مهر ۱۳۹۶      | ۲۲ اسفند ۱۳۹۶ | حسن روحانی                  |
| ۷          | علی مؤیدی        | -                   | ۲۲ اسفند ۱۳۹۶ | ۳۱ خرداد ۱۴۰۲ | حسن روحانیسید ابراهیم رئیسی |
| ۸          | سید مجید رضوی    | -                   | ۳۱ خرداد ۱۴۰۲ | ۲۰ آبان ۱۴۰۳  | سید ابراهیم رئیسی محمد مخبر |
| ۹          | علیرضا رشیدیان   | -                   | ۲۰ آبان‌ ۱۴۰۳  | تاکنون        | مسعود پزشکیان               |

## تاریخچه
با صدور فرمان سید علی خامنه‌ای ابتدا دفتر این کانون در محل وزارت کشور تشکیل و پس از آن در سال ۱۳۸۳ در قالب یک ستاد زیرمجموعه نهاد ریاست جمهوری فعالیت خود را گسترش داد.
بعد از تصویب «قانون نحوه اعمال تعزیرات حکومتی راجع به قاچاق کالا و ارز» توسط مجمع تشخیص مصلحت نظام در تاریخ ۱۳۷۴٫۰۲٫۱۲، آیین‌نامه اجرایی آن توسط اداره کل امور مرزی وزارت کشور تهیه و به دولت ارائه شد که در نهایت پس از تشکیل جلسات مکرر در کمیسیون‌های تخصصی دولت، سرانجام در تاریخ ۱۳۷۹٫۰۳٫۲۹، در ۳۵ ماده به تصویب هیئت وزیران رسید.
در ماده ۳۰ این آیین‌نامه آمده بود «به‌منظور برنامه‌ریزی، هدایت، سیاست‌گذاری، هماهنگی و نظارت در حوزه امور اجرایی مبارزه با قاچاق کالا و ارز، ستادی تحت عنوان ستاد مرکزی مبارزه با قاچاق کالا و ارز متشکل از وزیر کشور به عنوان رئیس ستاد، وزیر اطلاعات، وزیر امور اقتصادی و دارایی و… تشکیل شود.» و در تبصره ۲ همین ماده ذکر شده بود «دبیرخانه ستاد در وزارت کشور مستقر خواهد بود و تشکیلات سازمانی آن توسط وزیر کشور به تصویب خواهد رسید.» و در تبصره ۳ به تشکیل کمیسیون مبارزه با قاچاق استان‌ها به ریاست استاندار یا معاون سیاسی و امنیتی استانداری صراحت داشت.
در همین رابطه در اجرای این ماده از آیین‌نامه، حجت الاسلام و المسلمین موسوی لاری، وزیر کشور وقت به عنوان رئیس ستاد مرکزی مبارزه با قاچاق کالا و ارز، طی حکمی معاون امنیتی و انتظامی وقت (دکتر بلندیان) را به عنوان دبیر و مدیرکل امور مرزی وزارت کشور (آقاتقی) را به ریاست دبیرخانه ستاد منصوب کرد.
عملاً از تابستان سال ۱۳۷۹ ستاد مبارزه با قاچاق کالا و ارز شکل حقوقی و قانونی با شرح وظایف مشخص پیدا کرد و بعدها در سال ۱۳۸۳ با اصلاح آیین‌نامه، کلمه «وزیر کشور» حذف و «نماینده ویژه رئیس جمهوری در ستاد» جایگزین آن شد.

## وظایف ستاد
به موجب ماده ۲ پیش‌نویس آیین‌نامه اجرایی قانون مبارزه با قاچاق کالا و ارز فروردین ۱۳۹۳، به منظور تحقق اهداف ماده ۳ قانون مبارزه با قاچاق کالا و ارز، وظایف ستاد عبارتند از:
- تصمیم‌گیری در خصوص سیاست‌ها، اولویت‌ها، برنامه‌ها، پیشگیری و مبارزه با قاچاق کالا وارز، پیشنهادهای اعضاء و دستورالعمل‌ها، بخشنامه‌ها، شیوه نامه‌ها و روش‌های اجرایی مرتبط.
- ارایه راهکارهای مناسب در راستای کاهش زمینه‌های قاچاق کالا و ارز.
- تصمیم‌گیری در خصوص اعتبارات دستگاه‌های عضو در چارچوب قانون
- بررسی راهکارهای پیشنهادی برای اصلاح یا بهبود فرایندها و بسترهای تأثیرگذار بر حوزه قاچاق کالا و ارز اعم از اقتصادی، اجتماعی، امنیتی، فرهنگی و… در چارچوب این قانون و ارائه راهکارهای اجرایی مناسب به دولت.

همچنین بر اساس ماده ۴ پیش‌نویس آیین‌نامه اجرایی قانون مبارزه با قاچاق کالا و ارز فروردین ۱۳۹۳، ستاد مرکزی برای انجام وظایف قانونی خود، دارای ساختار اداری متناسب به ریاست نماینده ویژه رئیس جمهوری و رئیس ستاد با شرح وظایف زیر است:
- آسیب‌شناسی فرایندها و روش‌های موجود در کلیه حوزه‌های مرتبط با قاچاق کالا و ارز به منظور ارائه راهکارهای اثربخش پیشگیری و مبارزه.
- تهیه و تدوین پیش نویس سیاست‌ها، برنامه‌ها، قوانین و مقررات، آیین‌نامه‌ها و دستورالعمل‌ها در راستای اجرای وظایف قانون.
- نظارت بر عملکرد دستگاه‌های ذی‌ربط در راستای اجرای برنامه‌های ستاد و تکالیف قانونی.
- مدیریت راهبردی (کلان) و یک پارچه اطلاعات به منظور مبارزه مؤثر و همه‌جانبه با قاچاق کالا و ارز.
- هماهنگی در ایجاد و بهره‌برداری از شبکه‌های هوشمند و امن تبادل داده و اطلاعات کالا و ارز بین دستگاه‌های عضو برای کنترل به هنگام مرزها و مسیرهای تردد، پایانه‌ها، مبادی ورود و خروج کالا و ارز و وسایل نقلیه هوایی، دریایی و زمینی.
- تعیین اولویت‌های فرهنگی مبارزه به منظور افزایش کیفیت تولیدات داخلی و ارتقاء فرهنگ عمومی برای مصرف کالاهای تولید داخل و پرهیز از مصرف کالاهای قاچاق.
- هماهنگی برای حمایت از تولید ملیّ و کیفی‌سازی آن، کار و سرمایه ایرانی در راستای راهبردهای ستاد.
- هماهنگی و برنامه‌ریزی برای صیانت، ارتقای دانش و مهارت کارکنان دستگاه‌های متکفل در امر مبارزه با قاچاق کالا و ارز.
- تعیین اولویت‌ها و برنامه‌ریزی در انجام امور پژوهشی و آموزشی، سنجش و ارزیابی علمی در حوزه‌های راهبردی، کاربردی، بنیادین، توسعه‌ای و آینده‌پژوهی.
- تبادل اطلاعات علمی و تحقیقاتی با دانشگاه‌ها و مراکز علمی و تحقیقاتی معتبر داخل و خارج کشور و سایر دستگاه‌ها و سازمانها به منظور پیشبرد اهداف و برنامه‌های ستاد.
- برآورد اعتبارات مورد نیاز حوزه مبارزه با قاچاق کالا و ارز به منظور تأمین اهداف این قانون و ارائه به دولت برای پیش‌بینی در بودجه سالانه کشور و انجام امور اجرایی مربوط به بودجه تخصیصی.
- تهیه و برآورد وضعیت، حجم و آمار قاچاق کالا و ارز، تبادل آمار پایه اقتصادی با همکاری دستگاه‌های مربوطه و ایجاد بانک آمار و اطلاعات در حوزه قاچاق کالا و ارز و تهیه گزارش‌های آماری.
- رصد و پیگیری پرونده‌های قاچاق کالا و ارز در مراجع ذی‌صلاح از مرحله کشف تا ختم دادرسی، صدور و اجرای حکم.
- تشکیل کارگروه‌ها و کمیته‌های تخصصی مرکب از نمایندگان دستگاه‌ها و سازمان‌های عضو ستاد و سایر دستگاه‌ها و نهادهای مرتبط حسب مورد برای بررسی، تحلیل وضعیت و ارایه راهکارهای پیشنهادی.
- برنامه‌ریزی و ارایه راهکارهای مناسب برای بهبود فرایندها، شاخص‌های تجاری و بسترهای لازم به منظور کاهش قاچاق کالا و ارز.
- تصویب اولویت‌ها و برنامه‌های کمیسیون‌های استانی.
- هماهنگی و بهره‌گیری از ظرفیت وزارت امور خارجه برای فعال‌سازی نظام دیپلماسی منطقه‌ای و جهانی در حوزه پیشگیری و مبارزه با قاچاق کالا و ارز.

تبصره: ساختار اداری موضوع این ماده به تأیید رئیس ستاد می‌رسد.